# Liste de jeux Windows (N)
Cette liste de jeux Windows dont le titre commence par la lettre N recense des jeux vidéo sortis sur le système d'exploitation Windows pour PC.
Pour un souci de cohérence, la liste utilise les noms français des jeux, si ce nom existe.
Cette liste est découpée, il est possible de naviguer entre les pages via le sommaire.
- N
- N++
- N2O: Nitrous Oxide
- Nacah
- Nail'd
- NaissanceE
- Naked Brothers Band, The
- Naked War
- NAM
- Namco Museum: 50th Anniversary Arcade Collection
- Nanatsuiro Drops
- Nanosaur
- Napoleon 1813
- Napoleon: Total War
- Naraka: Bladepoint
- Narbacular Drop
- NARC
- Narcissu
- Narcissu: Side 2nd
- Narcosis
- Naruto Shippūden: Ultimate Ninja Storm 3
- Naruto Shippūden: Ultimate Ninja Storm 4
- Naruto Shippūden: Ultimate Ninja Storm Revolution
- Naruto to Boruto: Shinobi Striker
- NASCAR '14
- NASCAR '15
- NASCAR Craftsman Truck Series Racing
- NASCAR Heat
- NASCAR Heat 2
- NASCAR Legends
- NASCAR Racers
- NASCAR Racing 3
- NASCAR Racing 4
- NASCAR Racing: 1999 Edition
- NASCAR 2000
- NASCAR Racing: 2002 Season
- NASCAR Racing: 2003 Season
- NASCAR Revolution
- NASCAR Road Racing
- NASCAR Thunder 2003
- NASCAR Thunder 2004
- NASCAR SimRacing
- Nations, The
- Nations: Fighter Command
- Natural Selection
- Natural Selection 2
- Naum
- Naval Ops: Commander
- Naval War: Arctic Circle
- NBA 2K9
- NBA 2K10
- NBA 2K11
- NBA 2K12
- NBA 2K13
- NBA 2K14
- NBA 2K15
- NBA 2K16
- NBA 2K17
- NBA 2K18
- NBA 2K19
- NBA 2K20
- NBA 2K21
- NBA Action 98
- NBA Full Court Press
- NBA Hang Time
- NBA Inside Drive 2000
- NBA Jam Extreme
- NBA Live 97
- NBA Live 98
- NBA Live 99
- NBA Live 2000
- NBA Live 2001
- NBA Live 2002
- NBA Live 2003
- NBA Live 2004
- NBA Live 2005
- NBA Live 06
- NBA Live 07
- NBA Live 08
- NBA Live 09
- NBA Playgrounds
- NBA Playgrounds 2
- NCIS
- Necrobarista
- Necrodome
- Necromania: Trap of Darkness.
- Necromunda: Underhive Wars
- Necronomicon : L'Aube des ténèbres
- NecroVisioN
- Need for Speed II
- Need for Speed III : Poursuite infernale
- Need for Speed : Conduite en état de liberté
- Need for Speed: Porsche 2000
- Need for Speed : Poursuite infernale 2
- Need for Speed: Underground
- Need for Speed: Underground 2
- Need for Speed: Most Wanted (2005)
- Need for Speed: Carbon
- Need for Speed: ProStreet
- Need for Speed: Undercover
- Need for Speed: Shift
- Need for Speed: World
- Need for Speed: Hot Pursuit
- Need for Speed: The Run
- Need for Speed: Most Wanted (2012)
- Need for Speed: Rivals
- Need for Speed (2015)
- Need for Speed Payback
- Need for Speed Heat
- Neko Yume
- Nekojishi: Lin and Partners
- Nekopara
- Nelly Cootalot: Spoonbeaks Ahoy!
- Nelly Cootalot: The Fowl Fleet
- Nelson Piquet's Grand Prix: Evolution
- Nemesis: The Wizardry Adventure
- NEO Scavenger
- Neocron
- Neocron 2: Beyond Dome of York
- Neon Genesis Evangelion: Ayanami Rei Ikusei Keikaku
- Neon Genesis Evangelion: Girlfriend of Steel
- Neon Genesis Evangelion: Girlfriend of Steel 2nd
- Neon Genesis Evangelion: Ikari Shinji Ikusei Keikaku
- Neon Genesis Evangelion: Shinji Ikari Raising Project
- Neopets Puzzle Adventure
- Neptune's Pride
- Nerf Arena Blast
- NEStalgia
- NetHack
- Nethergate
- NetStorm: Islands At War
- Network Q RAC Rally Championship
- Neufs Destins de Valdo, Les
- Neuro Hunter
- Never 7: The End of Infinity
- Never Alone
- Neverball
- Neverend : La Malédiction des Fées
- Neverhood, The
- Neversong
- Neverwinter
- Neverwinter Nights
  - Neverwinter Nights: Shadows of Undrentide 
  - Neverwinter Nights: Hordes of the Underdark
  - Neverwinter Nights: Kingmaker
  - Neverwinter Nights: Darkness over Daggerford
- Neverwinter Nights 2
  - Neverwinter Nights 2: Mask of the Betrayer
  - Neverwinter Nights 2: Storm of Zehir
  - Neverwinter Nights 2: Mysteries of Westgate
- New Gundam Breaker
- New Star Soccer
- New World
- New World Order
- New York, police judiciaire : La Mort dans l'arme
- New York, police judiciaire : Épisode 2 - Quitte ou double
- New York, police judiciaire : Jeu, set et meurtre
- New York, police judiciaire : Legacies
- New York, section criminelle
- Newman Haas Racing
- Next BIG Thing, The
- Nex Machina
- Next Life
- Next Penelope, The
- Nexuiz
- Nexus: The Jupiter Incident
- NFL Blitz
- NFL Blitz 2000
- NFL GameDay 99
- NHL 97
- NHL 98
- NHL 99
- NHL 2000
- NHL 2001
- NHL 2002
- NHL 2003
- NHL 2004
- NHL 2005
- NHL 06
- NHL 07
- NHL 08
- NHL 09
- NHL Breakaway 98
- NHL Championship 2000
- NHL Eastside Hockey Manager
- NHL Eastside Hockey Manager 2005
- NHL Eastside Hockey Manager 2007
- NHL FaceOff '98
- NHL Open Ice: 2 On 2 Challenge
- NHL Powerplay '96
- NHL Powerplay 98
- NHRA Drag Racing
- NHRA Drag Racing 2
- Ni·Bi·Ru : Sur la piste des dieux Mayas
- Ni no kuni II : L'Avènement d'un nouveau royaume
- Nickelodeon Kart Racers 2: Grand Prix
- Nickelodeon Party Blast
- Nicktoons Basketball
- Nicktoons Racing
- Nicktoons Winners Cup Racing
- Nicky Boom
- Nicky 2
- Nidhogg
- Nidhogg II
- Nier: Automata
- Night Call
- Night in the Woods
- Night of the Rabbit, The
- Night of the Raving Dead
- Night Watch
- NightCry
- Nightlong: Union City Conspiracy
- Nightmare Creatures
- NightSky
- Nights into Dreams
- Nights of Azure
- Nights of Azure 2
- Nightstone
- Nihilumbra
- Nikopol : La Foire aux immortels
- Nimble Quest
- Nina: Agent Chronicles
- Nine Parchments
- Ninja Blade
- Ninja Jajamaru-kun
- Ninja Reflex
- Ninjabread Man
- Nioh
- Nitemare 3D
- Nitro Family
- Nitro Stunt Racing
- Nitronic Rush
- Nitroplus Blasterz: Heroines Infinite Duel
- No Escape
- No Man's Land (2003)
- No Man's Sky
- No One Lives Forever
- No One Lives Forever 2 : Le CRIME est éternel
- No Respect
- No Straight Roads
- No Time to Explain
- Noara: The Conspiracy
- Nobunaga's Ambition
- Nobunaga's Ambition: Sphere of Influence
- Nobunaga's Ambition: Taishi
- Nobunaga no Yabō: Bushō Fūunroku
- Nobunaga no Yabō: Haōden
- Noct
- Nocturnals
- Noctis
- Noctropolis
- Nocturne
- Noir: A Shadowy Thriller
- Noita
- Noiz2sa
- NoLimits RollerCoaster
- Nomad Soul, The
- North vs. South: The Great American Civil War
- Northgard
- Northland
- Nos voisins, les hommes
- Nosferatu: The Wrath of Malachi
- Nostalgic Train
- Nostradamus : La Dernière Prophétie
- Not A Hero
- Not For Broadcast
- Nouvelles Enquêtes de Nancy Drew, Les : L'alibi part en fumée
- Nouvelles Enquêtes de Nancy Drew, Les : Chasseurs de tornades
- Nouvelles Enquêtes de Nancy Drew, Les : Le Dispositif mortel
- Nouvelles Enquêtes de Nancy Drew, Les : L'Espion silencieux
- Nouvelles Enquêtes de Nancy Drew, Les : Le Fantôme de Thornton Hall
- Nouvelles Enquêtes de Nancy Drew, Les : Labyrinth of Lies
- Nouvelles Enquêtes de Nancy Drew, Les : La Malédiction perdue
- Nouvelles Enquêtes de Nancy Drew, Les : Midnight in Salem
- Nouvelles Enquêtes de Nancy Drew, Les : Le Motel maudit
- Nouvelles Enquêtes de Nancy Drew, Les : Sea of Darkness
- Nouvelles Enquêtes de Nancy Drew, Les : Secrets mortels
- Nouvelles Enquêtes de Nancy Drew, Les : The Shattered Medallion
- Nouvelles Enquêtes de Nancy Drew, Les : Le Tombeau de la reine disparue
- Nova-111
- Novelist, The
- Nox
- Nuclear Dawn
- Nuclear Strike
- Nuclear Throne
- Nuit au musée 2, La
- Numen: Contest of Heroes
- NYR: New York Race
- NyxQuest: Kindred Spirits

| Sommaire : | Haut - A B C D E F G H I J K L M N O P Q R S T U V W X Y Z 0-9 |